# Јуче
Јуче је вријеме релативне прошлости; дословно дан до данас, или фигуративно ранији период или вријеме, често, али не увијек у живој меморији.

## Филозофија
Филозофи схватају „јуче“ на разне начине, укључујући као релативан, али посебан концепт времена. И кинески филозофи појам „јуче“ и „данас“ схватају различито у односу на концепт.
У реторичкој историји „јуче“ може се односити на живот оквиру прошле ере, као што се на примјер у литератури меморије односи на претходни, али сада изгубљени, животни стил или друштву.